# Syrphophagus semipurpureus
Syrphophagus semipurpureus är en stekelart som först beskrevs av Hoffer 1965.  Syrphophagus semipurpureus ingår i släktet Syrphophagus och familjen sköldlussteklar. Inga underarter finns listade i Catalogue of Life.